# Aleksandr Leontjew
Aleksandr Michajłowicz Leontjew (ros. Александр Михайлович Леонтьев, ur. 1 października?/14 października 1902 we wsi Artiemowo w rejonie griazowieckim w obwodzie wołogodzkim, zm. 29 października 1960) – funkcjonariusz radzieckich służb specjalnych, generał porucznik.

## Życiorys
Miał wykształcenie średnie, w 1919 został milicjantem, później inspektorem wymiaru sprawiedliwości, od 1923 służył w wojskach OGPU. W 1930 ukończył szkołę piechoty, 1932-1938 był inspektorem, starszym pomocnikiem szefa wydziału i zastępcą szefa oddziału Wydziału 1 Zarządu Ochrony Pogranicznej i Wojsk OGPU/NKWD Leningradzkiego Okręgu Wojskowego/obwodu leningradzkiego. Od 1938 pracował w centrali Głównego Zarządu Wojsk Pogranicznych (GUPW) NKWD ZSRR jako szef oddziału i zastępca szefa wydziału, od kwietnia 1940 do marca 1941 zastępca szefa Zarządu 1, a od 11 marca do czerwca 1941 szef Wydziału 2 Zarządu 1. Od 25 czerwca do sierpnia 1941 był zastępcą szefa Sztabu Batalionów Niszczycielskich NKWD na Froncie Północno-Zachodnim, od 15 sierpnia do września 1941 zastępcą szefa NKWD obwodu kalinińskiego i szefem oddziału NKWD miasta Wołogdy, od 30 września 1941 do 18 lutego 1942 zastępcą szefa Wydziału do Walki z Bandytyzmem NKWD ZSRR i jednocześnie szefem Możajskiego Sektora Ochrony Moskiewskiej Strefy NKWD ZSRR, a od 18 lutego do 28 kwietnia 1942 zastępcą szefa Głównego Zarządu Wojsk Pogranicznych NKWD. Od 28 kwietnia 1942 do 4 maja 1943 był zastępcą szefa Głównego Zarządu Wojsk Wewnętrznych NKWD ZSRR - szefem Zarządu Wojsk Ochrony Tyłów Działającej Armii Czerwonej Głównego Zarządu Wojsk Wewnętrznych, od 4 maja do września 1943 szefem Głównego Zarządu Wojsk Ochrony Tyłów Działającej Armii Czerwonej NKWD ZSRR, od 13 września 1943 do 1 grudnia 1944 szefem Wydziału do Walki z Bandytyzmem NKWD ZSRR, a od 1 grudnia 1944 do 10 marca 1947 szefem Głównego Zarządu do Walki z Bandytyzmem NKWD/MWD ZSRR. Od 10 marca 1947 do 17 października 1949 był szefem Głównego Zarządu Milicji MWD ZSRR, od 17 października 1949 do marca 1953 szefem Głównego Zarządu Milicji MGB ZSRR, jednocześnie od 3 stycznia 1951 do 11 marca 1953 członkiem Kolegium MGB ZSRR, a od 19 maja 1953 do 18 maja 1954 zastępcą szefa Zarządu Wojsk Pogranicznych MWD Okręgu Leningradzkiego.

## Awanse
- Kapitan (3 kwietnia 1936)
- Major (8 kwietnia 1938)
- Pułkownik (10 maja 1939)
- Starszy major bezpieczeństwa państwowego (15 sierpnia 1941)
- Komisarz bezpieczeństwa państwowego (14 lutego 1943)
- Komisarz bezpieczeństwa państwowego III rangi (16 maja 1944)
- Generał porucznik (9 lipca 1945)

## Niektóre odznaczenia
- Order Lenina (12 listopada 1946)
- trzykrotnie Order Czerwonego Sztandaru (ostatni 3 listopada 1944)
- Order Kutuzowa II klasy (8 marca 1944)
- Order Bohdana Chmielnickiego II klasy (20 października 1944)
- Order Wojny Ojczyźnianej I klasy (15 czerwca 1943)
- Order Czerwonej Gwiazdy (26 kwietnia 1940)